# Первомайские обычаи
Первомайские обычаи — народные традиции разных стран, связанные с днём 1 мая.

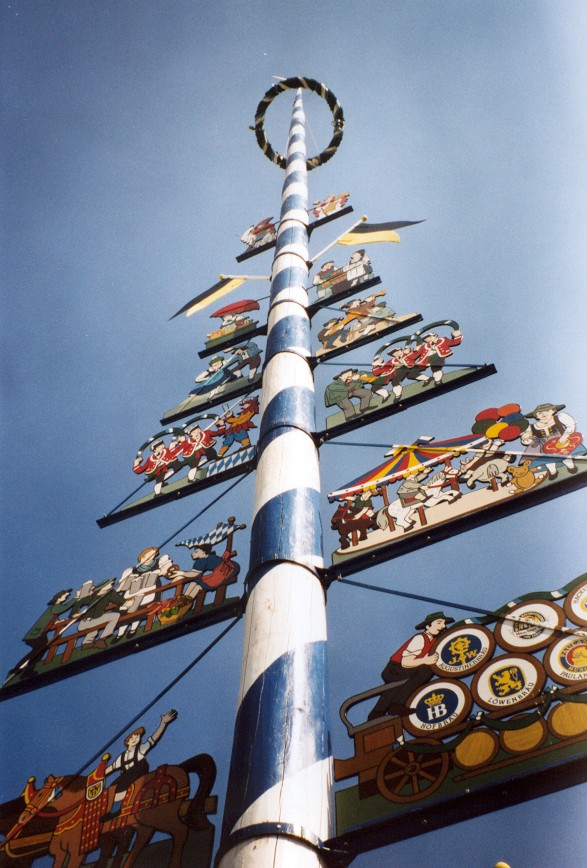
«Майское дерево» в Мюнхене

В древней Италии первого мая устраивали гуляния в честь богини Майи (Благой богини), покровительницы плодородия и земли, в честь которой был назван месяц май.
В раннем Средневековье в Европе ночь с 30 апреля на 1 мая отмечалась как Вальпургиева ночь, а сам день 1 мая был праздником весеннего сева. По мере христианизации Вальпургиева ночь запрещалась по всей Европе, но 1 мая люди украшали себя и дома свои зеленью и цветами, пели, гуляли и веселились.

## Германия
В современной Германии широко отмечают Вальпургиеву ночь. В школах за две недели до неё ученики рисуют и лепят ведьм. Если немецкая девушка хочет избавиться от веснушек, то считается, что она должна на рассвете перед 1 мая умыться росой и сказать: «Доброе утро, Вальпургия! Я принесла тебе свои веснушки. Они должны к тебе прийти, а у меня пропасть!» Немецкие юноши тайно сажают майские деревья напротив окон своих любимых девушек. Такой же обычай есть в Чехии, в Швейцарии сажают сосны.

## Франция

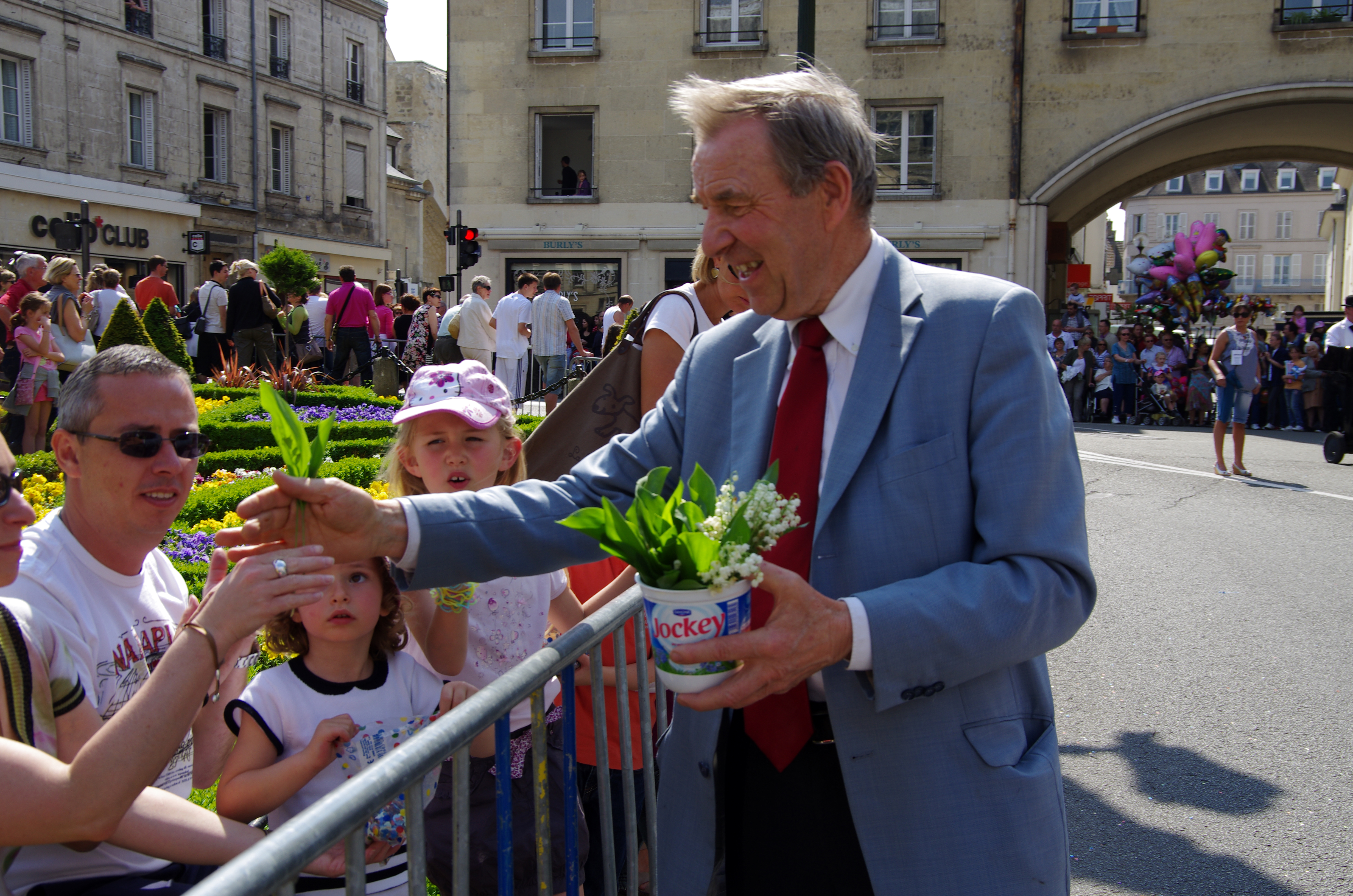
Дарение ландышей в Компьене

1 мая во Франции — праздник ландышей, люди дарят их друг другу. Ландыши полагается засушить и хранить целый год, до следующего праздника. В знак дружбы и любви первого мая французы также дарят веточку боярышника, дуба, тополя. Девушкам с плохим характером дарят остролист, а лентяйкам — ветку бузины.
В церквях в этот день проходят церемонии коронования девушек как наследниц Девы Марии. После этого они возглавляют пышные процессии, прославляющие Деву Марию.
Также 1 мая в праздничных шествиях участвуют коровы, к их хвостам привязывают букеты. Каждый старается прикоснуться к ним, потому что считается, что это может принести удачу. Утром 1 мая французы пьют тёплое парное молоко, которое, как считается, также может принести удачу в течение года.
Вальпургиева ночь с 30 апреля на 1 мая считается разгулом нечистой силы, от которой нужно защищаться с помощью росы, молока, масла. Также в эту ночь можно «навредить» соседу, для чего нужно утащить с его двора немного навоза и разбросать его по своему полю.

## Италия
В Италии 1 мая храмы украшают цветами, юноши под балконами своих возлюбленных поют серенады. Они могут позвать любимую замуж, положив перед её дверью зелёную ветку. Если девушка согласна, то она забирает ветвь, если нет — то выбрасывает ветку на дорогу.
Также люди танцуют вокруг первомайского дерева (им может быть живое дерево, высаженное специально к празднику, или украшенный гирляндами и цветами столб). Но иногда накануне ночью его кто-то выкапывает и уносит — такая традиция тоже существует.
На Сицилии считают, что луговые ромашки приносят счастье, поэтому все их собирают в это день.

## Испания
В Испании первое мая отмечают как «Зеленый Сантьяго», праздник влюблённых и цветов. В этот день девушки ходят, украшенные розами и гвоздиками, в сопровождении воспевающих их влюбленных.

## Великобритания

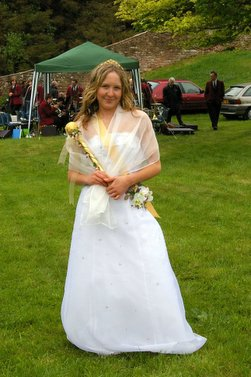
Королева мая

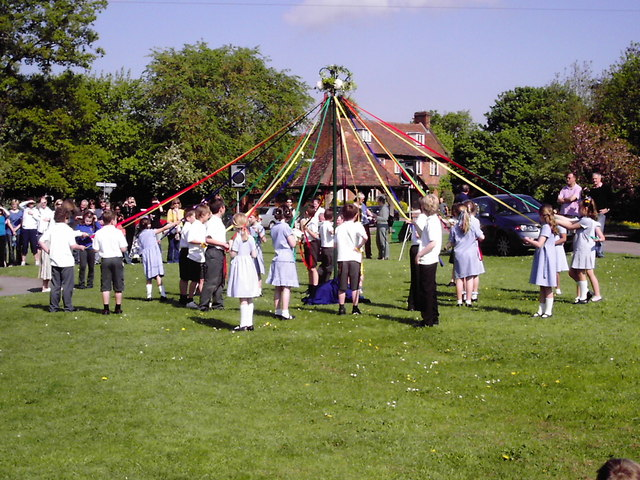
Празднование первого мая в английской деревне Велвин

В Англии в первый день мая сельские жители вставали на рассвете, чтобы собрать цветы. На поляне устанавливали высокое майское дерево, которое обычно делали из ствола высокой берёзы и украшали яркими полевыми цветами. Вокруг него танцевали и пели в красочных костюмах с колокольчиками. Часто самая красивая девушка деревни выбиралась королевой мая. Иногда выбирали и короля мая. Эти королева и король руководили праздником.
Однако такое празднование не нравилось пуританам, которые добились от правительства его запрета. Тем не менее, во многих английских деревнях празднование продолжалось.
В настоящее время в Лондоне первого мая дети ходят по домам и продают цветы, а все полученные за них деньги бросают в «колодец желаний» или отдают благотворительным организациям.
В Шотландии и Уэльсе первого мая отмечали Белтейн, кельтский праздник, посвящённый богу солнца и плодородия Белену. В этот день разжигали два больших костра, между которыми проводили скот, чтобы защитить его от болезней и обеспечить богатый приплод. Люди также танцевали и прыгали через костры, чтобы очиститься от грехов и болезней. В настоящее время в Эдинбурге на Колтон-Хилл первого мая устраивается грандиозный фестиваль огня.

## Скандинавские страны
В Вальпургиеву ночь в Дании и Швеции жгут костры, водят хороводы, играют на музыкальных инструментах, стреляют, чтобы отпугнуть троллей перед выгоном скота.
Сам день 1 мая в скандинавских странах называют «Днем кукушки». В Швеции в этот день люди собирались в парках или пригородных лесах, пели песни, водили хороводы, плели венки и прыгали через костры. В наше время к этому добавились фейерверки, а также огненные шоу.

## Финляндия
В Финляндии первого мая отмечается «Ваппу», крестьянский праздник весны и труда.

## США
В США из-за пуританских традиций первое мая никогда не отмечалось так ярко и красиво, как в других странах. В этот день дети, собирая весенние цветы, складывают в бумажные майские корзиночки и ставят их у дверей родственников и друзей, а затем, позвонив в дверь, убегают. Молодежь (часто в школьных парках) танцует и поет вокруг майских деревьев, и выбирает майских королев.

## Польша, Чехия, Словакия
В Польше первого мая приносили жертвы богине мая. Поляки, чехи, словаки, а также лужичане в этот день встречали весну и прогоняли из селений «Марену» — зимнюю «смерть природы».

## Россия
В России в крупных городах празднование первого мая традиционно происходило за городом, в пригородных парках и садах. Гуляние было поводом продемонстрировать новые модные наряды и дорогие экипажи. Простой народ также устраивал пикники с самоварами на полянах.
В современной России эти традиции практически забыты.